# Isabelle Beernaert
Isabelle Beernaert (Kortrijk, 25 oktober 1973) is een Belgische choreografe en theaterproducente. 
Beernaert studeerde aan de Koninklijke Balletschool Antwerpen. Zij verzorgde choreografie voor So You Think You Can Dance en heeft in 2011 The Ultimate Dance Battle gewonnen. Daarnaast produceert zij haar eigen theatervoorstellingen.

## Theaterproducties
- Ne Me Quitte Pas (2010)
- Et Après (2011)
- C'est la Vie (2012)
- Red, Yellow & Blue (2013)
- Glass (2014)
- Under My Skin (2015)
- Remastered ‘ Ne Me Quitte Pas’ (2016)
- Unforgettable (2017)
- Tabula Rasa   (2017-2018)
- Le Temps perdu (2018-2019)
- Laat Me (2019-2020)
- Naakt - NuDa Veritas (2020-2022)
- Oxytocin (2021-2023)
- Particles of God (2022-2023)